# Lienardia compta
Lienardia compta é uma espécie de gastrópode do gênero Lienardia, pertencente a família Clathurellidae.